# Varga Zsolt (vízilabdázó, 1978)
Varga Zsolt (Szolnok, 1978. május 24. –) világbajnok vízilabdázó. A sportsajtóban Varga II. Zsolt néven ismert. Testvére Varga Tamás válogatott vízilabdázó.

## Eredményei
- Magyar bajnokság
  - aranyérmmes: 2001, 2011, 2013, 2014
  - ezüstérmes: 2002, 2003, 2004, 2008, 2009, 2010, 2012
  - bronzérmes: 2000
- Magyar Kupa
  - győztes (Honvéd - 1999; Vasas – 2002, Eger – 2007, 2008)
- Szuperkupa-győztes (2001 – Domino-BHSE)
- világbajnok (2003)
- Világliga-győztes (2003)
- Eb-3. (2003)
- világbajnoki 5. (2009)
- junior vb-2. (1997)
- junior Eb-2. (1996)
- ifi Eb-2. (1995)
- orosz bajnoki-3. (2006)
- Orosz Kupa-3. (2005)